# Silvestar II.
Papa Silvestar II., rođen kao Gerbert Aurillac, (Auvergne, Francuska, oko 945. – Rim, 12. svibnja 1003.) bio je papa od 2. travnja 999. godine. 

## Životopis
Gerbert iz Aurillaca prvi je Francuz koji je postao Papa. Dobro je poznavao književnost, glazbu, matematiku, filozofiju, logiku i astronomiju. Rođen je u siromašnoj obitelji. Prvu je naobrazbu stekao u samostanu Sv. Geralda u Aurillacu, pod patronatom Raymonda Lavaura. 
Godine 967. odlazi u Španjolsku s barcelonskim grofom Borrellom. U Španjolskoj je boravio tri godine. Studirao je u Barceloni, a boravio je i u Córdobi i Sevilji, gdje je bio u kontaktu s arapskim učenjacima. Iz Španjolske je otišao u Rim s Hattom (ili Attom), biskupom Vicha u Španjolskoj, kod kojeg je učio teologiju u samostanu Santa Maria de Ripoll. Godine 970. u pratnji grofa Borrella odlazi u Rim. 
U Rimu ga je Papa Ivan XIII., oduševljen njegovim znanjem matematike, predstavio caru Otonu I. Gerbert je postao učitelj careva sina. Car ga je kasnije, na njegov zahtjev, poslao u Reims, arhiđakonu Gerannusu, poznatom logičaru, kako bi kod njega učio logiku. U Reimsu ga je nadbiskup Adalber pozvao za učitelja u katedralnoj školi. Gerbertov je ugled kao učenog čovjeka rastao. Stupio je u polemiku s Otrikom iz katedralne škole u Magdeburgu. Na poticaj Otona II i u njegovoj prisutnosti, njih su dvojica održali debatu u Raveni, u prosincu 980. 
Bio je na čelu samostana Sv. Kolumbana u Bobbiju kod Piacenze, odakle je 983. morao pobjeći kad je nakon Otonove smrti izbila pobuna. Godine 991. Gerbert je imenovan nadbiskupom Reimsa, nakon što je njegov prethodnik, Arnulf, smijenjen zgog optužbe za izdaju francuskog kralja. To je dovelo do spora francuskih biskupa i pape oko arhidijeceze Reimsa (991 - 995.) u kojemu je Gerbert na koncu izgubio položaj remškog nadbiskupa. 
Gerbert se nakon toga sreo s mladim carem Otonom III, i postao njegov učitelj. U travnju 997. Gerbert je otišao na carev dvor u Aachenu i više se nikad nije vratio u Francusku. Papa Grgur V. imenovao ga je nadbiskupom Ravene 998. godine. 

## Pontifikat
Nakon smrti Grgura V u veljači 999. imenovan je, uz pomoć cara Otona III. Papom. Uzeo je ime Silvestar, aludirajući na uzornu suradnju Pape Silvestra I (314 - 335.) s carem i pokazujući tako da podržava carevu želju za obnovom Kršćanskog Rimskog Carstva. 
Za vrijeme svog pontifikata poduzeo je mjere protiv simonije, nepotizma i svećeničkih brakova. Održao je dobre odnose s carem, koji mu je dao osam talijanskih grofovija što su ranije pripadale Papinskoj državi. Potvrdio je svog bivšeg protivnika Arnulfa za nadbiskupa Reimsa, okončavši tako spor oko remške nadbiskupije. Osnovao je crkvenu metropoliju za Poljsku u Gnieznom i za Mađarsku u Granu. Mađarskom kralju Stjepanu I, potvrdio je kraljevski naslov i imenovao ga apostolskim vikarom (papinskim namjesnikom) za Mađarsku. Poslao je veleposlanike u Hrvatsku. Komunicirao je s velikim knezom kijevskim, Vladimirom I. Svjatoslavičem. Od norveškog kralja Olafa Tryggvasona tražio je da zabrani uporabu runskog pisma. Godine 1000. imenovao je prvog nadbiskupa u Poljskoj. 
Bio je prisiljen, zajedno s carem Otonom III., napustiti Rim nakon pobune 1001. godine. Car Oton III. umro je iduće godine. Godinu dana kasnije Papi je dopušteno da se vrati u Rim, pod uvjetom da se ne upliće u politička pitanja. Nedugo nakon toga je umro (12. svibnja 1003.), a pokopan je u Lateranskoj bazilici. 

## Djela i legende
Silvestar II. bio je u svoje vrijeme poznat po učenosti. Napisao je dogmatski traktat "O tijelu i krvi Gospodinovoj" ("De corpore et sanguine Domini"), te više radova iz područja matematike, fizike i filozofije. Pisao je o abaku, i s tim u vezi, o indijsko-arapskim brojevima. Posjedovao je astrolab i pisao o njegovoj uporabi. Moguće je da se bavio i konstrukcijom orgulja i drugih glazbenih instrumenata. Oko Silvestra II. isplelo se u narodu mnogo legendi. Tako se, na primjer, za njega vjerovalo da je čarobnjak koji je u savezu s đavlom; da je podrijetlom Židov, itd. 